# Prelude to the seagulls and the cormorants
Prelude to the seagulls and the cormorants is een compositie van Vagn Holmboe
Naast een hele ris symfonieën en strijkkwartetten schreef de Deense componist een tiental preludes voor kamerorkest, hier aangeduid als sinfonietta. Alle tien stukken zijn opgedragen aan musicoloog Robert Layton, die in zijn jaren de Scandinavische muziek trachtte te promoten in Engeland. De werken verschenen in een korte periode tussen 1986 en 1991; Holmboe, overleden in 1996, heeft ze overigens niet alle kunnen terugluisteren tijdens uitvoeringen.
Prelude to the seagulls and cormorants is de zesde in de serie. Holmboe probeerde met dit werk in allegro non troppo de kijk van zeemeeuwen en aalscholvers op de zee weer te geven. Door elkaar zijn waarneembaar de elegante vluchten en het nerveuze gekrijs van meeuwen en aalscholvers, waarbij de meeuwen vertolkt worden door de strijkers en aalscholvers door de blazers.
De muziek werd vergeleken met muzikale pointillistische aquarellen, waarbij de invloed van de muziek van Carl Nielsen en Joseph Haydn niet ver weg is. 
Orkestratie
- 1 dwarsfluit, 1 hobo, 1 klarinet, 1 fagot
- 2 hoorns, 1 trompet
- 2 man/vrouw percussie
- 1 eerste viool, 1 tweede viool, 1 altviool, 1 cello, 1 contrabas